# Гондомар (Португалия)
Гондомар (порт. Gondomar; [gõdu'maɾ]) — город в Португалии, центр одноимённого муниципалитета в составе округа Порту. Находится в составе крупной городской агломерации Большой Порту. По старому административному делению входил в провинцию Дору-Литорал. Входит в экономико-статистический субрегион Большой Порту, который входит в Северный регион. Численность населения — 25,7 тыс. жителей (город), 171 881 жителей (муниципалитет) на 2006 год. Занимает площадь 133,26 км².
Покровителем города считается Косма и Дамиан (порт. Cosme e Damião).

## Расположение
Город расположен в 8 км на восток от административного центра округа города Порту.
Муниципалитет граничит:
- на севере — муниципалитет
- на северо-востоке — муниципалитет Валонгу, Паредеш
- на востоке — муниципалитет
- на юго-востоке — муниципалитет Пенафиел, Каштелу-де-Пайва
- на юге — муниципалитет Арока, Санта-Мария-да-Фейра
- на юго-западе — муниципалитет Вила-Нова-де-Гайа
- на западе — муниципалитет Порту
- на северо-западе — муниципалитет Мая

## История
Город основан в 1193 году.

## Население
| Численность населения муниципалитета по годам | Численность населения муниципалитета по годам | Численность населения муниципалитета по годам | Численность населения муниципалитета по годам | Численность населения муниципалитета по годам | Численность населения муниципалитета по годам | Численность населения муниципалитета по годам | Численность населения муниципалитета по годам | Численность населения муниципалитета по годам | Численность населения муниципалитета по годам |
| --------------------------------------------- | --------------------------------------------- | --------------------------------------------- | --------------------------------------------- | --------------------------------------------- | --------------------------------------------- | --------------------------------------------- | --------------------------------------------- | --------------------------------------------- | --------------------------------------------- |
| 1801                                          | 1849                                          | 1900                                          | 1930                                          | 1960                                          | 1981                                          | 1991                                          | 2001                                          | 2004                                          | 2006                                          |
| 7220                                          | 19 103                                        | 32 428                                        | 49 758                                        | 84 599                                        | 130 751                                       | 143 178                                       | 164 096                                       | 169 239                                       | 171 881                                       |

## Состав муниципалитета
В муниципалитет входят следующие районы:
1. Багин-ду-Монте
2. Ковелу
3. Фош-ду-Соза
4. Фанзереш
5. Жовин
6. Ломба
7. Медаш
8. Мелреш
9. Риу-Тинту
10. Сан-Кожме
11. Сан-Педру-да-Кова
12. Валбон

## Города-побратимы[2]
Понтеведра, Испания
 Гондомар, Испания